# Melitulias
Melitulias is een geslacht van vlinders van de familie spanners (Geometridae), uit de onderfamilie Larentiinae.

## Soorten
- M. discophora Meyrick, 1891
- M. glandulata Guenée, 1858
- M. graphicata Walker, 1861
- M. leucographa Turner, 1922
- M. oriadelpha Turner, 1926
- M. parallela Prout, 1940